# Philippe Jost
Pour les articles homonymes, voir Jost.
Philippe Jost, né le 22 avril 1960 à Paris, est un haut fonctionnaire français. En septembre 2023, il succède au général Jean-Louis Georgelin, mort accidentellement un mois avant, à la tête de l'établissement public chargé de la conservation et de la restauration de la cathédrale Notre-Dame de Paris.

## Biographie
Philippe Jost est fils de professeurs d'allemand et de lettres classiques.
Ingénieur général de l’armement, Philippe Jost est un ancien élève de l'École polytechnique (X1980), de l'École du Louvre (1983-1986), et de la John F. Kennedy School of Government de Boston (1998),. Il a débuté en 1985 à la direction générale de l’Armement.

## Décorations
Philippe Jost est nommé au grade de chevalier dans l'ordre national du Mérite puis fait chevalier le 8 avril 1998. Il est promu au grade d'officier le 10 novembre 2006 au titre de « ingénieur général de 2e classe de l'armement ».
Le 12 juin 2002, il est nommé au grade de chevalier dans l'ordre national de la Légion d'honneur au titre de « ingénieur en chef de l'armement ; 22 ans de services » puis fait chevalier le 11 octobre 2002. Il est promu au grade d'officier le 1er juillet 2011 au titre de « ingénieur général hors classe de l'armement » et fait officier le 13 octobre 2011. Le 15 janvier 2025, il est promu au grade de commandeur au titre de « président de l'établissement public Rebâtir Notre-Dame de Paris ».